# Симптом Хвостека
Симптом Хвостека (лицевой симптом, лицевой феномен) — это клиническая проба, выявляющая повышение нервно-мышечного возбуждения при гипокальциемии. Назван по имени австрийского хирурга Франтишека Хвостека, описавшего это явление в 1876 году. Проявляется сокращением мимических мышц, которое возникает в результате раздражения лицевого нерва при постукивании в зоне его проекции на лице. Симптом отражает повышенную чувствительность этих мышц, чаще всего связанную с уменьшением уровня кальция в организме. Помимо гипокальциемии, является также признаком гипомагниемии и метаболического алкалоза.
При симптоме Хвостека 1-й степени подёргиваются все мышцы, иннервируемые лицевым нервом; 2-й степени – сокращаются мышцы губ и мышцы, находящиеся около рта и носа; 3-й степени – сокращаются только мышцы углов рта. Проба Хвостека не специфична при тетании, так как может проявляться у 10-25 % здоровых взрослых.

### Методика проведения
Пробу выполняют путем постукивания молоточком или пальцем по жевательной мышце в области выше угла нижней челюсти, в 2 см кпереди от мочки уха, несколько ниже скуловой дуги, так как эта область является местом прохождения лицевого нерва (так называемая область "гусиной лапки"). При постукивании происходит подергивание мышц лица, особенно ярко наблюдается поднятие угла рта.